# Station Sévérac
Station Sévérac is een spoorwegstation in de Franse gemeente Sévérac.